# Le Maisnil
 Le Maisnil  es una población y comuna francesa, en la región de Norte-Paso de Calais, departamento de Norte, en el distrito de Lille y cantón de Lomme.

## Demografía
| 287 | 286 | 327 | 498 | 527 | 561 |
| Para los censos de 1962 a 1999 la población legal corresponde a la población sin duplicidades (Fuente: INSEE [Consultar]) |     |     |     |     |     |